# Con đường đau khổ (phim)
Con đường đau khổ (tiếng Nga: Хождение по мукам) là một phim tâm lý - lịch sử của đạo diễn Grigory Roshal. Bộ phim dựa theo cuốn tiểu thuyết cùng tên của nhà văn Aleksey Nikolayevich Tolstoy.
Tập 1: Hai chị em (Сёстры, 1957)
Tập 2: Năm 1918 (Восемнадцатый год, 1958)
Tập 3: Buổi sáng ảm đạm (Хмурое утро, 1959)

## Nội dung
Chuyện phim là số phận u ám của những người trí thức đô thị trong bối cảnh của sụp đổ của Đế quốc Nga và Nội chiến xảy ra.

## Diễn viên
- Rufina Nifontova... Katya Bulavina
- Nina Veselovskaya... Dasha Bulavina
- Nikolai Gritsenko... Vadim Roshchin
- Vadim Medvedev... Ivan Telegin
- Oleg Golubitsky... Sharygin
- Vitaly Matveyev... Makhno